# Барбадос на Светском првенству у атлетици на отвореном 2022.
Барбадос је учествовао на 18. Светском првенству у атлетици на отвореном 2022. одржаном у Јуџину  од 15. до 25. јула осамнаести пут, односно учествовао је на свим првенствима до данас. Репрезентацију Барбадоса представљало је 3 учесника (2 мушкарца и 1 жена) који су се такмичили у 3 дисциплине (2 мушке и 1 женска).,
На овом првенству представници Барбадоса су освојили једну бронзану медаљу. Овим успехом Барбадос је делио 40 место у укупном пласману освајача медаља.
У табели успешности према броју и пласману такмичара који су учествовали у финалним такмичењима (првих 8 такмичара) Барбадос је са 2 учесника у финалу делио 47. место са 7 бодова.
| Пл.  | Земља    | 1. место | 2. место | 3. место | 4. место | 5. место | 6. место | 7. место | 8. место | Бр. фин. | Бод. |
| ---- | -------- | -------- | -------- | -------- | -------- | -------- | -------- | -------- | -------- | -------- | ---- |
| =47. | Барбадос | 0        | 0        | 1        | 0        | 0        | 0        | 0        | 1        | 2        | 7    |

## Учесници
| Мушкарци: - Џонатан Џоунс — 400 м - Шејн Бретвајт — 110 м препоне | Жене: - Сада Вилијамс — 400 м |  |

## Освајачи медаља

### Бронза (1)
- Сада Вилијамс — 400 м

## Резултати

### Мушкарци
| Атлетичар     | Дисциплина    | Лични рекорд | Квалификације   | Квалификације | Полуфинале | Полуфинале | Финале          | Финале          | Детаљи |
| Атлетичар     | Дисциплина    | Лични рекорд | Резултат        | Место         | Резултат   | Место      | Резултат        | Место           | Детаљи |
| ------------- | ------------- | ------------ | --------------- | ------------- | ---------- | ---------- | --------------- | --------------- | ------ |
| Џонатан Џоунс | 400 м         | 44,43 НР     | 45,46 КВ        | 2. у гр. 1    | 44,78 кв   | 3. у гр. 3 | 46,13           | 8 / 41          |        |
| Шејн Бретвајт | 110 м препоне | 13,21        | 13,47 (.464) КВ | 4. у гр. 4    | 13,21 кв   | 3. у гр. 3 | Дисквалификован | Дисквалификован |        |

### Жене
| Атлетичарка   | Дисциплина | Лични рекорд | Квалификације | Квалификације | Полуфинале | Полуфинале | Финале       | Финале | Детаљи |
| Атлетичарка   | Дисциплина | Лични рекорд | Резултат      | Место         | Резултат   | Место      | Резултат     | Место  | Детаљи |
| ------------- | ---------- | ------------ | ------------- | ------------- | ---------- | ---------- | ------------ | ------ | ------ |
| Сада Вилијамс | 400 м      | 50,11 НР     | 51,05 КВ      | 1. у гр. 3    | 50,12 ЛРС  | 2. у гр. 3 | 49,75 НР, ЛР |        |        |